# Comuna Bălțătești, Neamț
Bălțătești este o comună în județul Neamț, Moldova, România, formată din satele Bălțătești (reședința), Valea Arini și Valea Seacă.

## Așezare
Comuna se află în partea de nord a județului, la sud de orașul Târgu Neamț. Este traversată de șoseaua națională DN15C, care leagă Piatra Neamț de Fălticeni.

## Demografie
Componența etnică a comunei Bălțătești
     Români (92,99%)
     Alte etnii (0%)
     Necunoscută (7,01%)
Componența confesională a comunei Bălțătești
     Ortodocși (91,92%)
     Alte religii (0,53%)
     Necunoscută (7,55%)
Conform recensământului efectuat în 2021, populația comunei Bălțătești se ridică la 3.565 de locuitori, în scădere față de recensământul anterior din 2011, când fuseseră înregistrați 4.102 locuitori. Majoritatea locuitorilor sunt români (92,99%), iar pentru 7,01% nu se cunoaște apartenența etnică. Din punct de vedere confesional, majoritatea locuitorilor sunt ortodocși (91,92%), iar pentru 7,55% nu se cunoaște apartenența confesională.

## Politică și administrație
Comuna Bălțătești este administrată de un primar și un consiliu local compus din 13 consilieri. Primarul, Ioan-Răducu Radu[*], de la Partidul Social Democrat, este în funcție din 1 noiembrie 2024. Începând cu alegerile locale din 2024, consiliul local are următoarea componență pe partide politice:
|  | Partid                          | Consilieri | Componența Consiliului | Componența Consiliului | Componența Consiliului | Componența Consiliului |
|  | ------------------------------- | ---------- | ---------------------- | ---------------------- | ---------------------- | ---------------------- |
|  | Partidul Social Democrat        | 4          |                        |                        |                        |                        |
|  | Partidul Național Liberal       | 3          |                        |                        |                        |                        |
|  | Forța Dreptei                   | 2          |                        |                        |                        |                        |
|  | Partidul România Mare           | 1          |                        |                        |                        |                        |
|  | Alianța pentru Unirea Românilor | 1          |                        |                        |                        |                        |
|  | Partidul PRO România            | 1          |                        |                        |                        |                        |
|  | Gafița-Ciudin Vasile            | 1          |                        |                        |                        |                        |

## Istorie
Stațiunea din comuna Bălțătești, județul Neamț, este consemnată documentar la începutul secolului al XVIII-lea.
La sfârșitul secolului al XIX-lea, comuna făcea parte din plasa de Sus-Mijlocul a județului Neamț și era formată din satele Bălțătești, Mitocu lui Bălan, Valea Arini și Valea Seacă, cu o populație totală de 2179 de locuitori. În comună existau o școală și trei biserici. Anuarul Socec din 1925 o consemnează în plasa Cetatea-Neamț a aceluiași județ, având aceeași alcătuire și 2890 de locuitori.
În 1950, comuna a trecut la raionul Târgu Neamț din regiunea Bacău. În 1968, a revenit la județul Neamț, reînființat, cuprinzând și satul comunei vecine Ghindăoani, desființată. Satul Ghidăoani s-a separat din nou în 2003.

## Monumente istorice

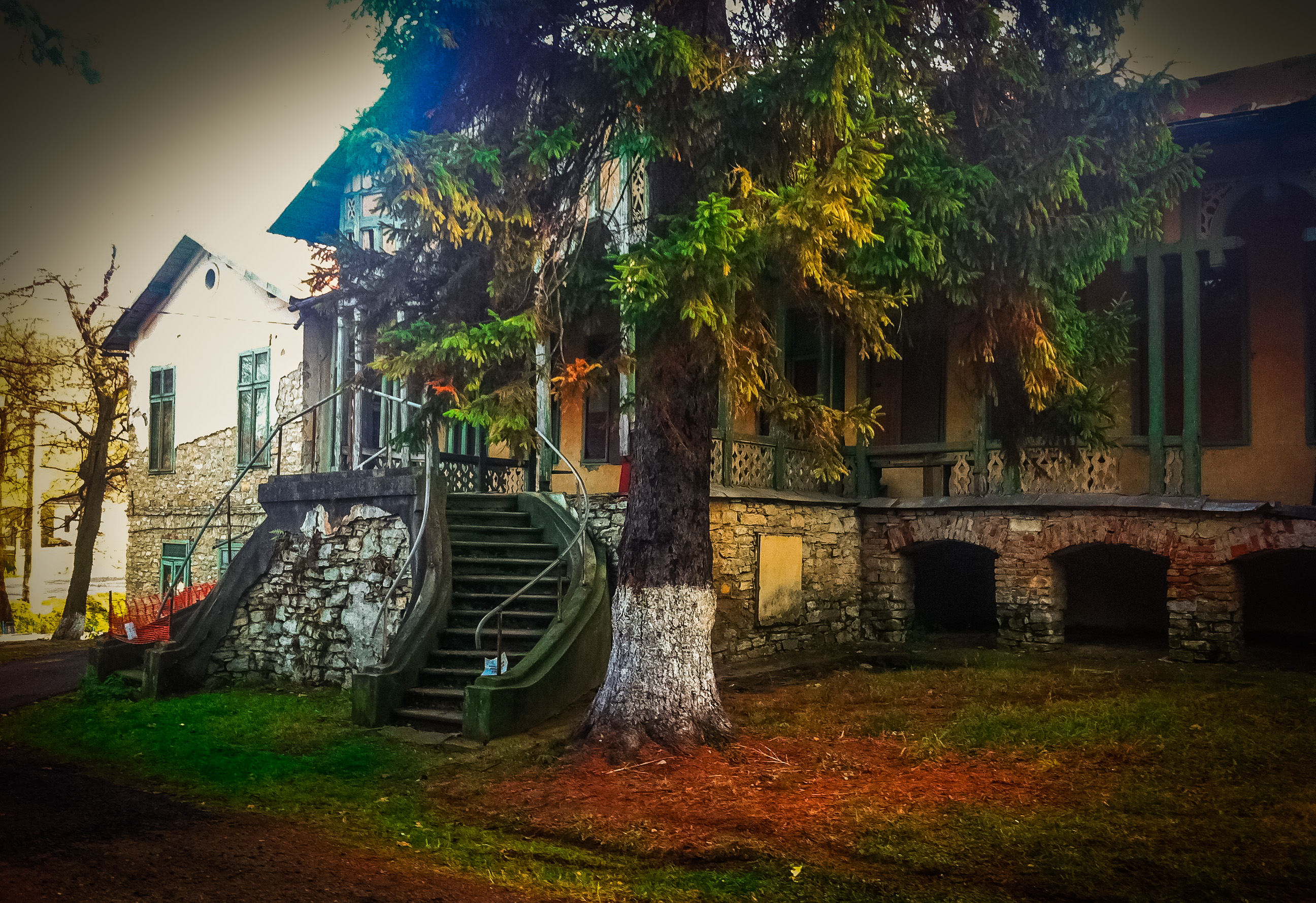
Fostul cazino din Bălțătești, monument istoric de interes local

Singurul obiectiv din comuna Bălțătești inclus în lista monumentelor istorice din județul Neamț ca monument de interes local este fostul cazino din satul Bălțătești, construit la mijlocul secolului al XIX-lea și clasificat ca monument de arhitectură.

## Obiective turistice de vecinătate
- Spre Piatra Neamț: Mănăstirea Horaița, orașul Piatra Neamț, Mănăstirea Bistrița, Mănăstirea Bisericani, Mănăstirea Pângărați
- Spre lângă sau în Târgu Neamț: Mănăstirea Văratec, Mănăstirea Agapia, Mănăstirea Agapia Veche, orașul Târgu-Neamț (cu Cetatea Neamț, Muzeul de istorie, Casa Ion Creangă, Casa Veronica Micle, Școala Domnească), rezervația de zimbri Dragoș Vodă, Mănăstirea Neamț, Mănăstirea Secu, Mănăstirea Sihăstria, Mănăstirea Sihla, Masivul Ceahlău, Stațiunea Durău.